# Ziemeri socken
Ziemeri socken (lettiska: Ziemera pagasts) är ett administrativt område i Alūksne kommun i Lettland.